# Пламен Русинов
Пламен Русинов е бивш български футболист, нападател. Роден е на 4 януари 1975 г. във Видин. Висок е 173 см и тежи 70 кг.
Играл е за Бдин (Видин), Спартак (Плевен), Металург (Перник), Нефтохимик (Бургас), Кремиковци, Спартак (Варна) и Атирау (Казахстан). Има 3 мача и 1 гол в турнира Интертото за Спартак (Вн).

## Статистика по сезони
- Бдин - 1994/95 - В група, 9 мача/1 гол
- Бдин - 1995/96 - В група, 21/5
- Спартак (Пл) - 1996/97 - А група, 27/4
- Спартак (Пл) - 1997/98 - А група, 29/5
- Металург - 1998/ес. - А група, 14/4
- Нефтохимик - 1999/пр. - А група, 4/2
- Нефтохимик - 1999/ес. - А група, 6/2
- Кремиковци - 1999/00 - Б група, 11/4
- Спартак (Вн) - 2000/01 - А група, 14/2
- Спартак (Вн) - 2001/02 - А група, 18/3
- Спартак (Вн) - 2002/ес. - А група, 4/1
- Атирау - 2003 - Казахстанска Суперлига, 6/1
- Бдин - 2003/04 - В група, 28/15
- Бдин - 2004/05 - В група, 26/19
- Бдин - 2005/06 - В група, 29/21
- Бдин - 2006/07 - В група, 18/9